# Daniel L. Doctoroff
Daniel L. Doctoroff (nacido el 11 de julio de 1958) es un empresario estadounidense y funcionario. Fue ascendido a director ejecutivo de Bloomberg LP en julio de 2011, después de ser tres años presidente de la empresa. Antes de su carrera en Bloomberg LP, fue teniente de alcalde para el desarrollo económico y la reconstrucción de la ciudad de Nueva York, bajo el alcalde Michael R. Bloomberg. También fue presidente de NYC2008 y NYC2012, las organizaciones creadas para coordinar la candidatura de la ciudad de Nueva York para los Juegos Olímpicos de Verano de 2008 y 2012. Por último, Doctoroff es miembro de la Comisión de Reglamento de Capital Markets.

## Vida personal y educación
Doctoroff nació en Newark, Nueva Jersey (EE. UU.). Sus padres son Martin y Allene Doctoroff y creció en Birmingham, Michigan. Se licenció en Administración de Empresas por la Universidad de Harvard en 1980 y obtuvo un Doctorado en Derecho por la Universidad de Chicago Law School en 1984.
Después de conocerse en Harvard durante su primer año, Doctoroff se casó con su esposa, Alisa Robbins Doctoroff, en 1981. La pareja tiene tres hijos y vive en la ciudad de Nueva York.

## Carrera profesional

### Inicios
Doctoroff comenzó su carrera como banquero de inversión, trabajando para Lehman Brothers en Nueva York. Más tarde se convirtió en socio gerente de Oak Hill Capital Partners, una firma de inversión de capital privado.

### Candidatura olímpica
En 1994, después de asistir a un partido del Mundial de fútbol entre Italia y Bulgaria, Doctoroff se inspiró para llevar esta competición a la ciudad de Nueva York, como sede de los Juegos Olímpicos de 2008. Por aquel entonces, Doctoroff era desconocido en los círculos políticos, deportivos y de negocios de Nueva York. Sin embargo, tenía relación con el consultor político Robert Teeter, con quien Doctoroff trabajó como encuestador político republicano mientras era estudiante en Harvard. A través de Teeter, Doctoroff se reunió con la Autoridad de Tránsito Metropolitano de Nueva York, con New York City Partnership y con el entonces alcalde Rudy Giuliani. Comenzó a moverse para llevar los Juegos Olímpicos a Nueva York.
Aunque el Comité Olímpico de EE. UU. decidió no seguir adelante con una candidatura para los Juegos Olímpicos de 2008, Doctoroff continuó sus esfuerzos y formaron NYC2012. Se hizo un plan para la construcción de nuevos estadios, mejoras en el transporte y se hizo hincapié en la protección del medio ambiente. A pesar de que Londres fue elegida finalmente como sede de los Juegos de 2012, los esfuerzos Olímpicos de Doctoroff ayudaron a impulsar la ciudad de Nueva York, como, por ejemplo, la extensión de la línea de metro n º 7. Además, gracias a su participación en NYC2012, Doctoroff fue invitado a unirse a la administración Bloomberg a finales de 2001, como teniente de alcalde para el desarrollo económico y reconstrucción.

### Bloomberg L.P.
Doctoroff dejó la política y fue nombrado presidente de Bloomberg LP en febrero de 2008. Bajo el liderazgo de Doctoroff, Bloomberg LP dejó de centrarse en el suministro de información y análisis financiero para su red de abonados, y comenzó a construir una organización de noticias dirigida a un público más amplio. Estos esfuerzos incluyen el desarrollo de una estrategia para aumentar el número de lectores de Bloomberg.com, la adquisición de BusinessWeek y la creación de nuevos servicios de suscripción de Bloomberg Government y Bloomberg Law.
Según el New York Times, el 85 por ciento de los ingresos de Bloomberg LP proviene de las ventas de sus terminales, que a su vez ayuda a apoyar los servicios de noticias basados en suscripción. Este servicio de noticias emplea 2.300 periodistas en 146 oficinas y 72 países.
En una entrevista para American Journalism Review, Doctoroff describe como el aumento de la audiencia de noticias ayuda a aumentar la influencia de los terminales, lo que dirige a la compañía más cerca de su objetivo de ser "la organización de noticias más influyente en el mundo".
Bajo la presidencia de Doctoroff, Bloomberg LP recientemente superó a su rival Thomson Reuters en cuota de mercado y se está expandiendo a mercados emergentes, como los hedge funds de Corea.
A raíz del escándalo del Libor, Doctoroff dijo en el Parlamento Europeo que Bloomberg LP podría desarrollar un índice alternativo llamado Bloomberg Interbank Offered Rate, que aborde las preocupaciones de los reguladores.

### Filantropía
En febrero de 2013, Doctoroff anunció que, junto con Mike Bloomberg y David Rubenstein, cofundador de Carlyle Group, está trabajando en reunir una donación de 25 millones de dólares para apoyar la investigación para encontrar una cura de la esclerosis lateral amiotrófica. El padre de Doctoroff y su tío murieron por esta enfermedad en 2002 y en 2010, respectivamente.